# 阿布納基級遠洋拖船

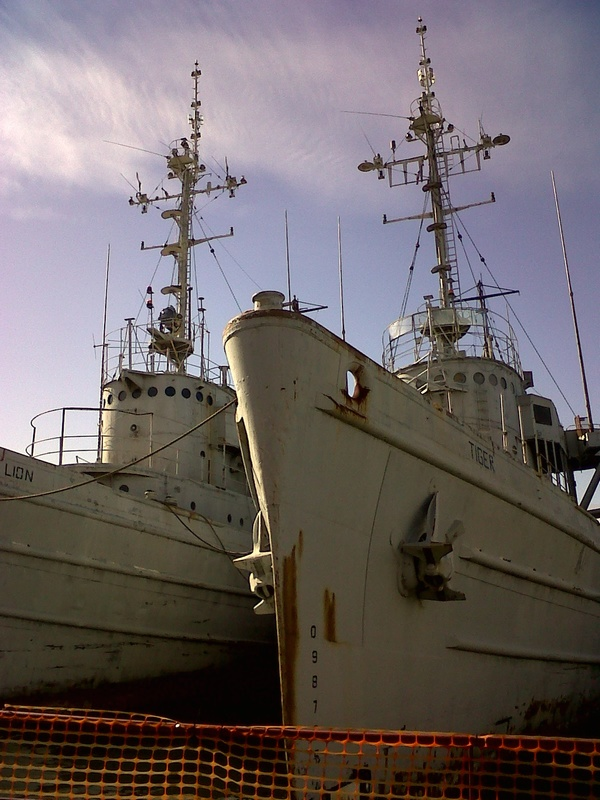
2011年的莫克托比号(Lion) 和夸保号(Tiger)

阿布納基級拖船是美國海軍為響應第二次世界大戰而建造的遠洋拖船，於1942年11月開始建造。該級拖船共建造22艘，該級也曾在朝鮮戰爭和越南戰爭中服役。 美國海軍目前已全數退役此類艦艇。

## 艦艇列表
| 艦名         | 艦體編號 | 建造廠                   | 服役           | 退役           | 結局                                                                       |
| ------------ | -------- | ------------------------ | -------------- | -------------- | -------------------------------------------------------------------------- |
| 阿布納基號   | ATF-96   | 查爾斯頓造船與乾船塢公司 | 1943年11月25日 | 1978年9月30日  | 移交墨西哥；目前仍在服役                                                   |
| 阿爾西亞號   | ATF-97   | 查爾斯頓造船與乾船塢公司 | 1943年12月13日 | 1955年4月15日  | 1996年6月20日拆解                                                          |
| 阿里卡拉號   | ATF-98   | 查爾斯頓造船與乾船塢公司 | 1944年1月5日   | 1971年7月1日   | 1971年7月1日移交智利；1992年作為靶艦擊沉                                   |
| 切特科號     | ATF-99   | 查爾斯頓造船與乾船塢公司 | 1944年5月29日  | 1970年6月29日  | 建造中改為潛艦救援艦，改名為企鵝號（ASR-12）                               |
| 喬瓦諾克號   | ATF-100  | 查爾斯頓造船與乾船塢公司 | 1944年2月21日  | 1971年10月1日  | 1977年10月1日移交厄瓜多；目前仍在服役                                      |
| 科科帕號     | ATF-101  | 查爾斯頓造船與乾船塢公司 | 1944年3月25日  | 1978年9月30日  | 1978年9月30日移交墨西哥；目前仍在服役                                      |
| 希達察號     | ATF-102  | 查爾斯頓造船與乾船塢公司 | 1944年4月25日  | 1948年5月5日   | 1979年3月1日移交哥倫比亞；下落不明                                         |
| 希奇提號     | ATF-103  | 查爾斯頓造船與乾船塢公司 | 1944年5月27日  | 1979年9月30日  | 1976年9月1日移交墨西哥；2021年6月16日退役，待在科利馬報廢。                |
| 吉卡里亞號   | ATF-104  | 查爾斯頓造船與乾船塢公司 | 1944年6月26日  | 1950年6月14日  | 1979年3月1日移交哥倫比亞；2004年9月2日作為人工魚礁擊沉                     |
| 莫克托比號   | ATF-105  | 查爾斯頓造船與乾船塢公司 | 1944年7月25日  | 1985年9月30日  | 1997年12月29日售予美國威斯康辛州東北鐵路運輸委員會；2012年拆解             |
| 莫拉拉號     | ATF-106  | 聯合工程公司             | 1943年9月29日  | 1978年8月1日   | 1978年8月1日移交墨西哥；目前仍在服役                                       |
| 曼西號       | ATF-107  | 聯合工程公司             | 1943年10月30日 | 1969年11月3日  | 1970年7月2日售予民間；1978年拆解                                           |
| 帕卡納號     | ATF-108  | 聯合工程公司             | 1945年12月17日 | 1948年4月30日  | 1975年5月27日作為靶艦擊沉                                                  |
| 波塔瓦托米號 | ATF-109  | 聯合工程公司             | 1944年2月12日  | 1948年4月28日  | 1963年2月移交智利；1965年8月15日沉沒                                       |
| 夸波號       | ATF-110  | 聯合工程公司             | 1944年5月6日   | 1985年8月30日  | 2011年12月11日因年久失修沉沒；2012年拆解                                   |
| 薩爾西號     | ATF-111  | 聯合工程公司             | 1944年6月24日  | 不詳           | 1952年8月27日沉沒                                                          |
| 塞拉諾號     | ATF-112  | 聯合工程公司             | 1944年9月22日  | 1970年1月2日   | 1971年11月2日售予拆船商                                                    |
| 塔凱爾馬號   | ATF-113  | 聯合工程公司             | 1944年8月3日   | 1992年1月28日  | 1993年9月30日移交阿根廷，改名為「下士卡斯蒂略號」；2022年拍賣              |
| 塔瓦科尼號   | ATF-114  | 聯合工程公司             | 1944年9月15日  | 1978年         | 1978年6月1日移交中華民國海軍；2020年11月1日退役，2023年8月15日作為靶艦擊沉 |
| 特尼諾號     | ATF-115  | 聯合工程公司             | 1944年11月18日 | 1947年5月17日  | 1986年8月18日作為靶艦擊沉                                                  |
| 托洛瓦號     | ATF-116  | 聯合工程公司             | 1944年12月26日 | 1947年1月27日  | 1962年2月1日移交委內瑞拉；1974年退役                                       |
| 瓦特里號     | ATF-117  | 聯合工程公司             | 1945年2月17日  | 不詳           | 1945年10月9日沉沒                                                          |
| 韋納奇號     | ATF-118  | 聯合工程公司             | 1945年3月24日  | 1947年3月19日  | 1992年售予台灣作為零件艦，至2023年12月仍停泊於高雄                         |
| 阿喬馬維號   | ATF-148  | 查爾斯頓造船與乾船塢公司 | 1944年11月11日 | 1947年6月10日  | 1991年移交中華民國海軍；目前仍在服役                                       |
| 阿塔卡帕號   | ATF-149  | 查爾斯頓造船與乾船塢公司 | 1944年12月8日  | 1974年7月1日   | 2000年8月25日作為靶艦擊沉                                                  |
| 卡胡伊拉號   | ATF-152  | 查爾斯頓造船與乾船塢公司 | 1945年3月10日  | 1947年6月27日  | 1961年7月9日移交阿根廷；現為博物館艦                                       |
| 奇馬利科號   | ATF-154  | 查爾斯頓造船與乾船塢公司 | 1945年4月28日  | 1946年10月30日 | 1978年8月27日作為靶艦擊沉                                                  |
| 庫薩博號     | ATF-155  | 查爾斯頓造船與乾船塢公司 | 1945年5月19日  | 1946年12月3日  | 1978年8月30日移交厄瓜多；1999年除役                                        |
| 路易斯諾號   | ATF-156  | 查爾斯頓造船與乾船塢公司 | 1945年6月16日  | 1975年7月1日   | 1975年7月1日移交阿根廷；目前仍在服役                                       |
| 尼普穆克號   | ATF-157  | 查爾斯頓造船與乾船塢公司 | 1945年7月8日   | 不詳           | 1978年9月1日移交委內瑞拉；下落不明                                         |
| 莫索佩利亞號 | ATF-158  | 查爾斯頓造船與乾船塢公司 | 1945年7月28日  | 不詳           | 1999年10月27日作為靶艦擊沉                                                 |
| 派尤特號     | ATF-159  | 查爾斯頓造船與乾船塢公司 | 1945年8月27日  | 1992年8月7日   | 2003年拆解                                                                 |
| 帕帕戈號     | ATF-160  | 查爾斯頓造船與乾船塢公司 | 1945年10月3日  | 1992年7月28日  | 退役後，至2010年仍在費城海軍封存艦隊中                                     |
| 薩利南號     | ATF-161  | 查爾斯頓造船與乾船塢公司 | 1945年11月9日  | 1978年9月1日   | 1978年9月1日移交委內瑞拉；下落不明                                         |
| 沙科里號     | ATF-162  | 查爾斯頓造船與乾船塢公司 | 1945年12月20日 | 1980年2月29日  | 1980年10月1日移交台灣；2023年8月1日因2022年1月火災受損退役                 |
| 烏蒂納號     | ATF-163  | 查爾斯頓造船與乾船塢公司 | 1946年1月30日  | 1971年9月3日   | 1977年12月1日移交委內瑞拉；下落不明                                        |